# 라이브플렉스
《라이브플렉스》는 SBS F!L에서 방송된 페이크 다큐 예능 프로그램이다.

## 기획 의도
라이브 커머스 회사에서 펼쳐지는 대세 연예인의 광고모델 쟁탈전.

## 방송 시간
| 방송 채널 | 방송 기간                           | 방송 시간         |
| --------- | ----------------------------------- | ----------------- |
| SBS F!L   | 2022년 12월 26일 ~ 2022년 12월 29일 | 매일 밤 12시 00분 |

## 출연자
- 김준현
- 고은아
- 박초롱
- 김해준
- 이진혁
- 이지요
- 프래
- 효연 (4회)